# Бирмингемская группа
Бирмингемская группа, иногда называемая Бирмингемской школой — неформальный коллектив художников и мастеров, связанных с Движением искусств и ремёсел, который существовал в Бирмингеме, в конце 19-го и начале 20-го веков. Все его члены учились или преподавали в Бирмингемской школе искусств после реорганизации её методов преподавания Эдвардом Тейлором в 1880-х годах, именно школа сформировала основный интересы группы. Члены объединения также пересекались с другими более формальными организациями, включая Бирмингемскую гильдию ремесленников, Гончарную мастерскую Рёскина и Гильдию прикладного искусства Бромсгроув.
Группа сформировала один из последних форпостов позднего романтизма в изобразительном искусстве и стала важным связующим звеном между последними прерафаэлитами и новыми символистами.

## История
Неформально группа начала формироваться в 1890-х годах. Многие позже стали учителями в Бирмингеме (особенно в Бирмингемской муниципальной школе искусств под руководством Эдварда Р. Тейлора), и это означало, что стиль Эдварда Бёрн-Джонса повлиял на всех, кто учился в художественных школах Бирмингема. Многие также находились под сильным влиянием идей и практик Джона Рёскина и Уильяма Морриса. Многие, не имея возможности поддерживать себя только своим искусством, также стали мастерами изящных ремесел и учителями.
Первоначально формального членства не было, но в 1930-х годах стало известно, что у них был секретарь.
Некоторые из их членов позже стали частью бирмингемской группы художников-сюрреалистов, что привнесло в английский сюрреализм богатую жилку романтического интереса к эмоциональным состояниям в картинах, к мифам и фантазиям, к видениям и к опыту «естественного сверхъестественного», передаваемому через Изобразительное искусство. Бирмингемские сюрреалисты вступили в контакт с Лондонской сюрреалистической группой примерно в 1940 году, а бывшие члены бирмингемской группы, такие как Эмми Бриджуотер, выставлялись на Международной выставке сюрреалистов в Париже в 1947 году.
В 1969 году Общество изящных искусств провело обширную выставку работ Бирмингемской группы. Галереи работ группы стали краеугольным камнем крупной выставки The Last Romantics в Барбакане в 1989 году.

## Галерея
- "Памятный знак" (1898) Кейт Банс
- "Килвих, Сын короля" (1901) Артур Гаскин
- "Выбор красных и белых роз в Храмовом саду" (1908) Генри Пейн

## Члены
- Максвелл Армфилд (1881–1972) [4]
- Эмми Бриджуотер (1906–1999)
- Бенджамин Кресвик (1853–1946)
- Артур Гаскин (1862–1928)
- Селия Леветус (1874-1936)
- Конрой Мэддокс (1912–2005)
- Чарльз Марч Гир (1869–1957)
- Джон Мелвилл (1902–1986)
- Сидни Метейард (1868–1947)
- Эдмунд Хорт Нью (1871-1931)
- Мэри Дж. Ньюилл (1860-1947)
- Генри Пейн (1868–1940)
- Фредерик Кэли Робинсон
- Бернар Сани (1872–1954)
- Уильям Смедли-Астон (1868–1941)
- Джозеф Саутхолл (1861–1944)